# パイス・アリーナ
エルサレム・アリーナ(ヘブライ語: הארנה ירושלים, HaArena Yerushalayim), 改称後はNational Lottery Mifal HaPais grant as パイス・アリーナ・エルサレム (ヘブライ語: פיס ארנה ירושלים, HaPais Arena Yerushalayim))はイスラエルの首都エルサレムにあるイスラエル最大のアリーナ。テディ・スタジアムに隣接。エルサレム市議会及び宝くじの助成金により建設された。
アリーナ内には五輪サイズプールとアイスリンクが併設。2022年に柔道ワールドマスターズが当地で開催された。